# 大潭灣

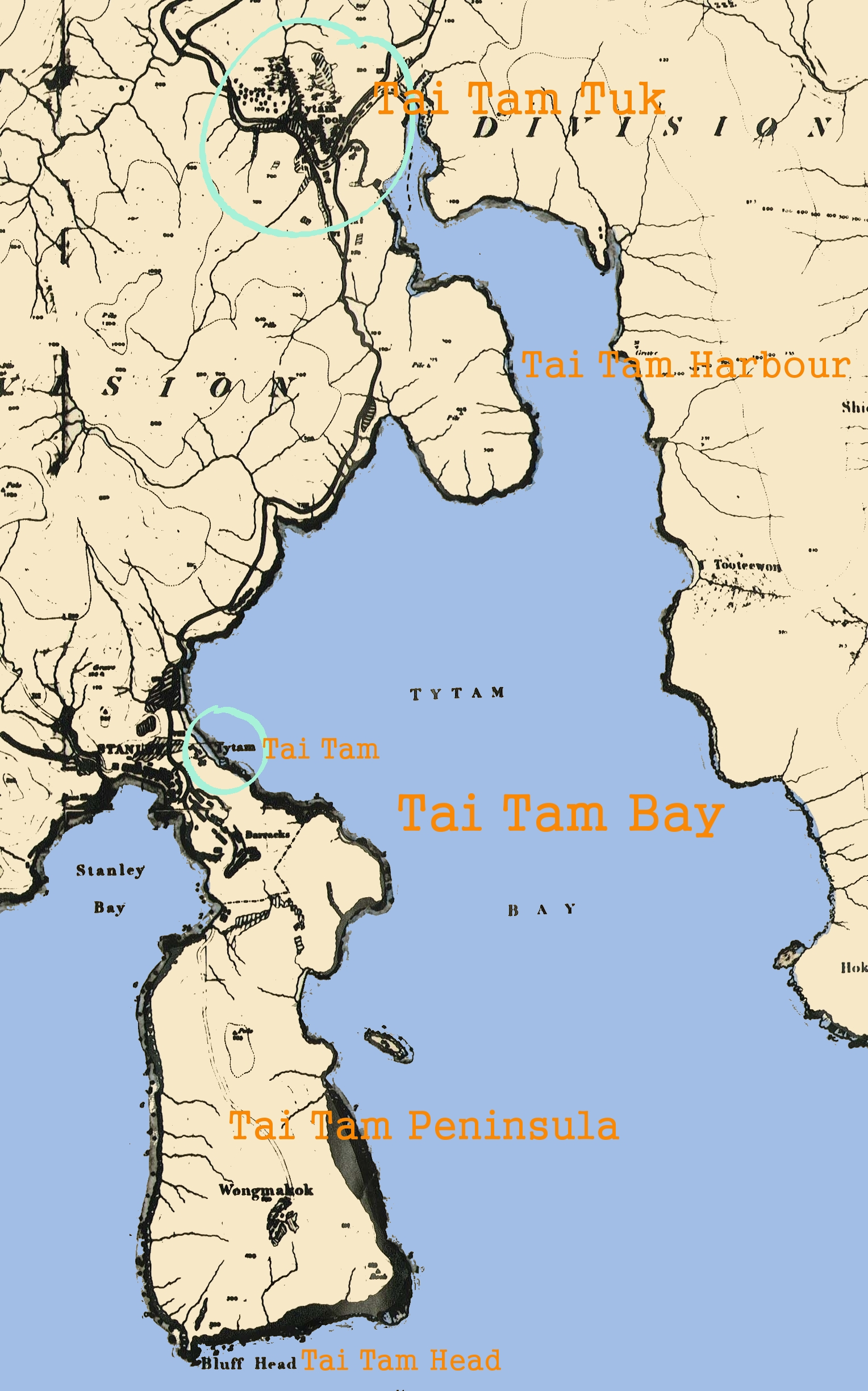
1845年哥連臣上尉繪製地圖中的大潭灣

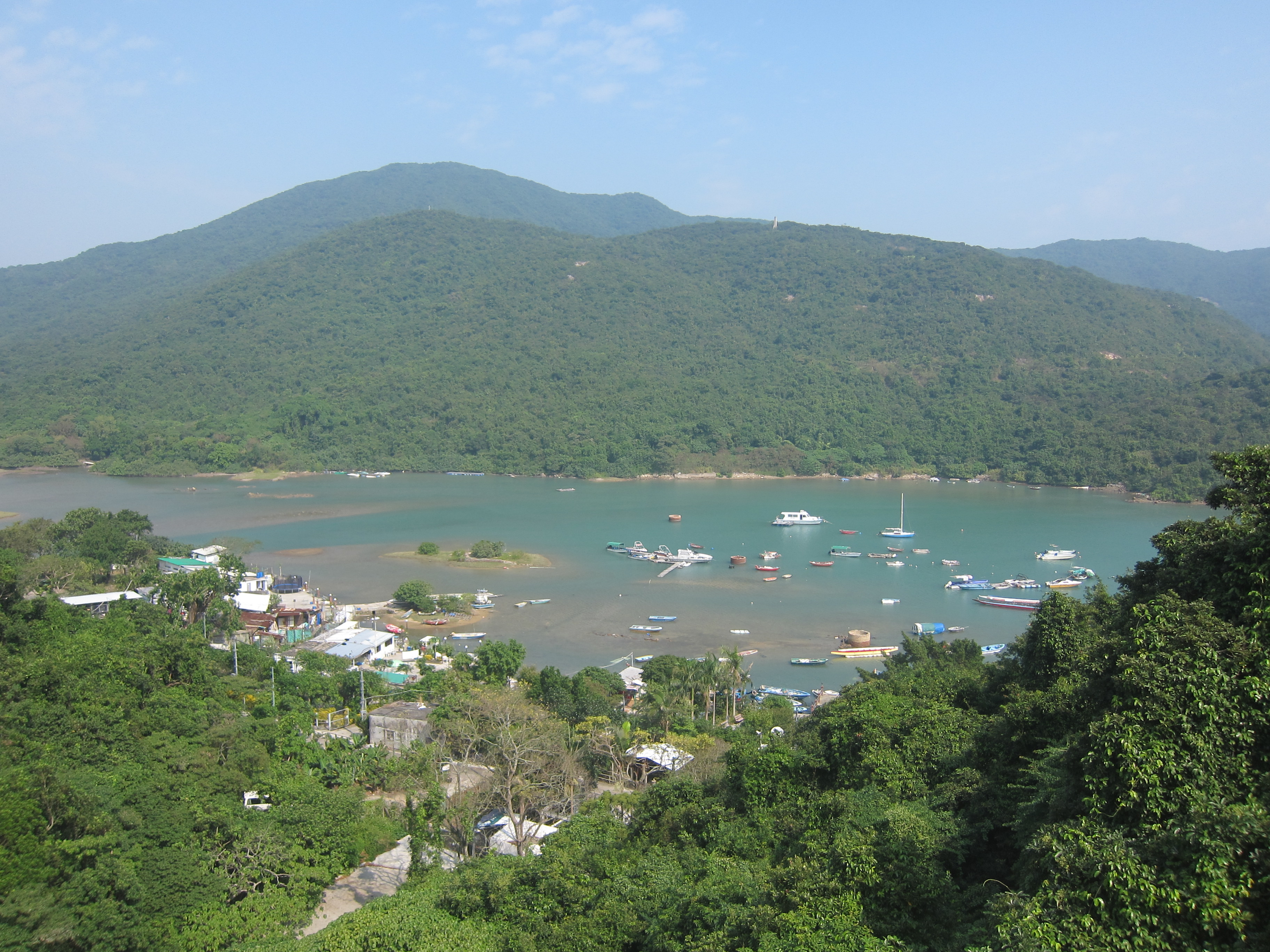
大潭灣內的大潭港

大潭灣（英語：Tai Tam Bay，舊稱 Tytam Bay），是香港南區的一個海灣，位於香港島東南部，赤柱半島和石澳半島之間。
大潭灣沿岸有大潭港、土地灣、夏萍灣泳灘和赤柱正灘泳灘等地方，並連接雙四門。
由於位於地理環境和氣候的闗係，在夏季灣內的風浪比較平靜，適合初學人士進行水上活動；而在秋冬兩季風浪會較大，適合有經驗的愛好者大顯身手。

## 站外鏈結
- 中原地圖上的大潭灣

22°13′04″N 114°13′48″E / 22.2177248°N 114.2300079°E